# Список председателей областных и городских государственных администраций Украины
В списке представлены председатели областных и городских (городов Киева и Севастополя) государственных администраций Украины. После даты назначения и освобождения от должности стоит номер соответствующего Указа Президента Украины.
В соответствии с Законом Украины от 5 марта 1992 г. № 2167-XII «О Представителе Президента Украины» председателем местной государственной администрации (в том числе в областях и городах Киеве и Севастополе) являлся Представитель Президента Украины.
В соответствии с Законом Украины от 4 февраля 1994 г. № 3927-XII «О формировании местных органов власти и самоуправления» исполнительными органами областей являлись исполнительные комитеты, возглавляемые по должности председателями областных Советов, которые избирались непосредственно населением.
В соответствии с Конституционным договором между Верховной Радой Украины и Президентом Украины об основных принципах организации и функционирования государственной власти и местного самоуправления на Украине на период до принятия новой Конституции Украины от 8 июня 1996 г. № 1к/95-ВР органами государственной власти в областях и городах Киеве и Севастополе являлись государственные администрации, председателями которых Президент Украины назначал лиц, избранных председателями соответственно областных, Киевского и Севастопольского городских Советов.
Конституцией Украины, принятой Законом Украины от 28 июня 1986 г. № 255/86-ВР «О принятии Конституции Украины и введении её в действие» установлено, что исполнительную власть в областях и городах Киеве и Севастополе осуществляют государственные администрации, председатели которых назначаются на должность и освобождаются от должности Президентом Украины по представлению Кабинета Министров Украины (в связи с этим председатели государственных администраций были переназначены).

## Винницкая область
Представитель Президента Украины в Винницкой области
- Дидык Николай Анатольевич (20 марта 1992 г., № 163 — 14 октября 1994 г., № 601/94)

Председатели Винницкой областной государственной администрации
- Мельник Николай Евтихиевич (10 июля 1995 г., № 579/95 — 18 июня 1996 г., № 438/96[1])
- Матвиенко Анатолий Сергеевич (31 августа 1996 г., № 778/96 — 22 апреля 1998 г., № 345/98)
- Чумак Николай Фёдорович (24 апреля 1998 г., № 378/98 — 15 июля 1999 г., № 853/99)
- Дворкис Дмитрий Владимирович (17 июля 1999 г., № 872/99 — 2 ноября 1999 г., № 1428/99)
- Иванов Юрий Иванович (2 ноября 1999 г., № 1429/99 — 7 мая 2002 г., № 435/2002)
- Коцемир Виктор Францевич (7 мая 2002 г., № 434/2002 — 8 июня 2004 г., № 630/2004)
- Калетник Григорий Николаевич (8 июня 2004 г., № 631/2004 — 12 января 2005 г., № 24/2005)
- Домбровский Александр Георгиевич (4 февраля 2005 г., № 168/2005 — 6 апреля 2010 г., № 507/2010)
- Демишкан Владимир Фёдорович (6 апреля 2010 г., № 516/2010 — 26 мая 2010 г., № 641/2010)
- Джига Николай Васильевич (2 июня 2010 г., № 660/2010 — 26 ноября 2012 г., № 654/2012)
- Мовчан Иван Михайлович (24 декабря 2012 г., № 747/2012 — 2 марта 2014 г., № 191/2014)
- Олейник Анатолий Дмитриевич (2 марта 2014 г., № 192/2014 — 15 августа 2014 г., № 652/2014; 15 августа 2014 г., № 653/2014 — 27 февраля 2015 г., № 114/2015)
- Коровий Валерий Викторович (27 февраля 2015 г., № 114/2015 — 18 сентября 2019 г., № 705/2019)
- Скальский Владислав Владимирович (18 сентября 2019 г., № 706/2019 — 18 июня 2020 г., № 238/2020)
- Борзов Сергей Сергеевич (18 июня 2020 г., № 239/2020 — 25 июня 2024 г., № 380/2024)

## Волынская область
Представители Президента Украины в Волынской области
- Блаженчук Владимир Иванович (20 марта 1992 г., № 169 — 19 апреля 1994 г., № 172/94[2])
- Ленартович Юрий Сильвестрович (12 мая 1994 г., № 225/94 — 7 марта 1995 г., № 184/95)

Председатели Волынской областной государственной администрации
- Климчук Борис Петрович (7 июля 1995 г., № 563/95, переназначен 6 сентября 1996 г., № 801/96 — 12 июня 2002 г., № 537/2002; 26 марта 2010 г., № 452/2010 — 5 февраля 2014 г., № 56/2014)
- Француз Анатолий Иосифович (12 июня 2002 г., № 539/2002 — 3 февраля 2005 г., № 120/2005)
- Бондар Владимир Налькович (4 февраля 2005 г., № 169/2005 — 15 ноября 2007 г., № 1096/2007[3])
- Романюк Николай Ярославович (10 декабря 2007 г., № 1199/2007 — 26 марта 2010 г., № 445/2010)
- Климчук Борис Петрович (26 марта 2010 г. — 5 февраля 2014 г,, № 56/2014)
- Башкаленко Александр Константинович (5 февраля 2014 г., № 57/2014 — 2 марта 2014 г., № 193/2014)
- Пустовит Григорий Александрович (2 марта 2014 г., № 194/2014 — 24 июля 2014 г., № 615/2014)
- Гунчик Владимир Петрович (24 июля 2014 г., № 616/2014 — 22 марта 2018 г., № 73/2018)
- Савченко Александр Ильич (23 марта 2018 г., № 74/2018 от 22 марта 2018 г. — 11 июня 2019 г., № 363/2019[4])
- Погуляйко Юрий Михайлович (2 декабря 2019 г., № 871/2019 — 8 ноября 2024 г., № 753/2024)
- Рудницкий Иван Львович (с 8 ноября 2024 г., № 755/2024)

## Днепропетровская область
Представитель Президента Украины в Днепропетровской области
- Лазаренко Павел Иванович (23 марта 1992 г., № 178 — 27 февраля 1995 г., № 154/95)

Председатели Днепропетровской областной государственной администрации
- Лазаренко Павел Иванович (19 июля 1995 г., № 620/95 — 25 сентября 1995 г., № 876/95[5])
- Деркач Николай Иванович (8 августа 1996 г., № 666/96 — 3 сентября 1997 г., № 955/97)
- Забара Виктор Николаевич (3 сентября 1997 г., № 956/97 — 10 апреля 1998 г., № 282/98)
- Мигдеев Александр Васильевич (10 апреля 1998 г., № 283/98 — 27 апреля 1999 г., № 453/99)
- Швец Николай Антонович (27 апреля 1999 г., № 454/99 — 29 июля 2003 г., № 755/2003)
- Яцуба Владимир Григорьевич (29 июля 2003 г., № 757/2003 — 30 декабря 2004 г., № 1590/2004)
- Касьянов Сергей Павлович (4 февраля 2005 г., № 170/2005 — 4 марта 2005 г., № 429/2005)
- Ехануров Юрий Иванович (1 апреля 2005 г., № 570/2005 — 22 сентября 2005 г., № 1325/2005)
- Деева Надежда Николаевна (11 ноября 2005 г., № 1567/2005 — 3 сентября 2007 г., № 812/2007[6])
- Бондарь Виктор Васильевич (10 декабря 2007 г., № 1200/2007 — 4 февраля 2010 г., № 101/2010)
- Вилкул Александр Юрьевич (18 марта 2010 г., № 384/2010 — 24 декабря 2012 г., № 724/2012)
- Колесников Дмитрий Валерьевич (24 декабря 2012 г., № 748/2012 — 2 марта 2014 г., № 195/2014)
- Коломойский Игорь Валерьевич (2 марта 2014 г., № 196/2014 — 24 марта 2015 г., № 173/2015)
- Резниченко Валентин Михайлович (26 марта 2015 г., № 179/2015 — 27 июня 2019 г., № 471/2019[7])
- Бондаренко Александр Викторович (13 сентября 2019 г., № 694/2019 — 10 декабря 2020 г., № 557/20)
- Резниченко Валентин Михайлович (10 декабря 2020 г., № 558/20 — 24 января 2023 г., № 37/2023)
- Лысак Сергей Петрович (с 7 февраля 2023 г., № 65/2023)

## Донецкая область
Представитель Президента Украины в Донецкой области
- Смирнов Юрий Константинович (20 марта 1992 г., № 164 — 14 марта 1995 г., № 215/95)

Председатели Донецкой областной государственной администрации
- Щербань Владимир Петрович (11 июля 1995 г., № 597/95 — 18 июля 1996 г., № 579/96)
- Поляков Сергей Васильевич (18 июля 1996 г., № 581/96 — 14 мая 1997 г., № 434/97)
- Янукович Виктор Федорович (14 мая 1997 г., № 435/97 — 21 ноября 2002 г., № 1053/2002)
- Близнюк Анатолий Михайлович (23 ноября 2002 г., № 1059/2002 — 21 января 2005 г., № 73/2005; 18 марта 2010 г., № 385/2010 — 12 июля 2011 г., № 747/2011)
- Чупрун Вадим Прокопьевич (4 февраля 2005 г., № 171/2005 — 3 мая 2006 г., № 332/2006)
- Логвиненко Владимир Иванович (16 мая 2006 г., № 395/2006 — 18 марта 2010 г., № 375/2010)
- Шишацкий Андрей Владимирович (12 июля 2011 г., № 749/2011 — 2 марта 2014 г., № 197/2014)
- Тарута Сергей Алексеевич (2 марта 2014 г., № 198/2014 — 10 октября 2014 г., № 777/2014)
- Кихтенко Александр Тимофеевич (10 октября 2014 г., № 778/2014 — 11 июня 2015 г., № 325/2015[8])
- Жебровский Павел Иванович (11 июня 2015 г., № 326/2015 — 13 июня 2018 г., № 164/2018)
- Куць Александр Иванович (22 июня 2018 г., № 178/2018 — 5 июля 2019 г., № 481/2019)
- Кириленко Павел Александрович (5 июля 2019 г., № 482/2019 — 5 сентября 2023 г., № 558/2023)
- Филашкин Вадим Сергеевич (с 27 декабря 2023 г., № 857/2023)

## Житомирская область
Представитель Президента Украины в Житомирской области
- Малиновский Антон Станиславович (31 марта 1992 г., № 190 — 14 октября 1994 г., № 602/94)

Председатели Житомирской областной государственной администрации
- Малиновский Антон Станиславович (7 июля 1995 г., № 564/95, переназначен 5 сентября 1996 г., № 791/96 — 7 апреля 1998 г., № 262/98)
- Лушкин Владимир Андреевич (7 апреля 1998 г., № 263/98 — 31 августа 2001 г., № 773/2001)
- Рудченко Николай Николаевич (31 августа 2001 г., № 775/2001 — 11 января 2004 г., № 21/2004)
- Рыжук Сергей Николаевич (11 января 2004 г., № 22/2004 — 3 февраля 2005 г., № 121/2005; 18 марта 2010 г., № 390/2010 — 2 марта 2014 г., № 199/2014)
- Жебровский Павел Иванович (4 февраля 2005 г., № 172/2005 — 19 декабря 2005 г., № 1812/2005)
- Синявская Ирина Максимовна (19 декабря 2005 г., № 1813/2005 — 3 мая 2006 г., № 333/2006)
- Андрийчук Юрий Андреевич (16 июня 2006 г., № 528/2006 — 12 декабря 2006 г., № 1065/2006)
- Павленко Юрий Алексеевич (26 декабря 2006 г., № 1125/2006 — 17 октября 2007 г., № 977/2007[9])
- Забела Юрий Владимирович (1 ноября 2007 г., № 1032/2007 — 18 марта 2010 г., № 367/2010)
- Кизин Сидор Васильевич (2 марта 2014 г., № 200/2014 — 22 июля 2014 г., № 611/2014)
- Машковский Сергей Александрович (22 июля 2014 г., № 612/2014 — 31 августа 2016 г., № 376/2016[10])
- Гундич Игорь Петрович (27 октября 2016 г., № 475/2016 — 24 июня 2019 г., № 425/2019[11])
- Бунечко Виталий Иванович (с 8 августа 2019 г., № 587/2019)

## Закарпатская область
Представитель Президента Украины в Закарпатской области
- Краило Михаил Иванович (24 марта 1992 г., № 187 — 12 июля 1994 г., № 391/94)

Председатели Закарпатской областной государственной администрации
- Устич Сергей Иванович (10 июля 1995 г.. № 580/95, переназначен 19 сентября 1996 г., № 847/96 — 5 мая 1999 г., № 476/99)
- Балога Виктор Иванович (5 мая 1999 г., № 477/99 — 1 июня 2001 г., № 393/2001; 4 февраля 2005 г., № 173/2005 — 27 сентября 2005 г., № 1349/2005)
- Москаль Геннадий Геннадьевич (1 июня 2001 г., № 394/2001 — 27 сентября 2002 г., № 880/2002; 15 июля 2015 г., № 430/2015 — 11 июня 2019 г., № 364/2019[12])
- Ризак Иван Михайлович (27 сентября 2002 г., № 882/2002 — 21 января 2005 г., № 69/2005)
- Гаваши Олег Олодарович (7 октября 2005 г., № 1426/2005 — 18 марта 2010 г., № 371/2010)
- Ледида Александр Александрович (18 марта 2010 г., № 381/2010 — 2 марта 2014 г., № 201/2014)
- Лунченко Валерий Валерьевич (2 марта 2014 г., № 202/2014 — 15 сентября 2014 г., № 723/2014[13])
- Губаль Василий Иванович (16 сентября 2014 г., № 728/2014 — 15 июля 2015 г., № 429/2015)
- Бондаренко Игорь Самойлович (5 июля 2019 г., № 492/2019 — 26 декабря 2019 г., № 956/2019)
- Петров Алексей Геннадьевич (22 апреля 2020 г., № 151/2020 — 7 декабря 2020 г., № 554/2020)
- Полосков Анатолий Александрович (7 декабря 2020 г., № 555/2020 — 18 ноября 2021 г., № 587/2021[14])
- Микита Виктор Фёдорович (10 декабря 2021 г., № 635/2021 — 8 сентября 2024 г., № 619/2024[15])
- Билецкий Мирослав Золтанович (с 8 ноября 2024 г., № 756/2024)

## Запорожская область
Представители Президента Украины в Запорожской области
- Демьянов Владимир Васильевич (20 марта 1992 г., № 167 — 10 ноября 1992 г., № 556/92)
- Бочкарёв Юрий Георгиевич (10 ноября 1992 г., № 556/92 — 6 августа 1994 г., № 431/94)

Председатели Запорожской областной государственной администрации
- Похвальский Вячеслав Владимирович (7 июля 1995 г., № 565/95, переназначен 9 сентября 1996 г., № 817/96 — 9 апреля 1998 г., № 272/98)
- Куратченко Владимир Александрович (9 апреля 1998 г., № 274/98 — 14 января 1999 г., № 14/99; 2 декабря 1999 г., № 1523/99 — 14 июня 2000 г., № 792/2000)
- Карташов Евгений Григорьевич (27 января 1999 г., № 87/99 — 23 ноября 1999 г., № 1488/99; 26 марта 2001 г., № 199/2001 — 29 июля 2003 г., № 764/2003)
- Кучеренко Алексей Юрьевич (14 июня 2000 г., № 793/2000 — 19 марта 2001 г., № 181/2001)
- Березовский Владимир Петрович (29 июля 2003 г., № 763/2003 — 17 января 2005 г., № 40/2005)
- Артеменко Юрий Анатольевич (4 февраля 2005 г., № 174/2005 — 8 ноября 2005 г., № 1560/2005)
- Червоненко Евгений Альфредович (8 декабря 2005 г., № 1714/2005 — 24 декабря 2007 г., № 1249/2007[16])
- Старух Александр Васильевич (25 сентября 2008 г., № 848/2008 — 18 марта 2010 г., № 369/2010)
- Петров Борис Фёдорович (18 марта 2010 г., № 383/2010 — 2 ноября 2011 г., № 1010/2011)
- Пеклушенко Александр Николаевич (2 ноября 2011 г., № 1012/2011 — 3 марта 2014 г., № 241/2014)
- Баранов Валерий Алексеевич (3 марта 2014 г., № 242/2014 — 29 октября 2014 г., № 837/2014)
- Резниченко Валентин Михайлович (20 февраля 2015 г., № 105/2014 — 26 марта 2015 г., № 178/2015)
- Самардак Григорий Викторович (6 апреля 2015 г., № 201/2015 — 19 декабря 2015 г., № 711/2015)
- Брыль Константин Иванович (22 апреля 2016 г., № 164/2016[17] — 11 июня 2019 г., № 365/2019[18])
- Туринок Виталий Викторович (5 сентября 2019 г., № 659/2019 — 11 июня 2020 г., № 220/2020)
- Боговин Виталий Викторович (11 июня 2020 г., № 221/2020 — 18 декабря 2020 г., № 576/2020)
- Старух Александр Васильевич (18 декабря 2020 г., № 577/2020 — 24 января 2023 г., № 38/2023)
- Малашко Юрий Анатольевич (7 февраля 2023 г., № 66/2023 — 2 февраля 2024 г., № 47/2024)
- Фёдоров Иван Сергеевич (с 2 февраля 2024 г., № 48/2024)

## Ивано-Франковская область
Представитель Президента Украины в Ивано-Франковской области
- Павлик Василий Остапович (20 марта 1992 г., № 168 — 27 февраля 1995 г., № 151/95)

Председатели Ивано-Франковской областной государственной администрации
- Волковецкий Степан Васильевич (10 июля 1995 г., № 581/95, переназначен 11 сентября 1996 г., № 828/96 — 26 февраля 1997 г., № 176/97)
- Вышиванюк Михаил Васильевич (26 февраля 1997 г., № 179/97 — 19 января 2005 г., № 46/2005; 26 марта 2010 г., № 453/2010 — 8 ноября 2013 г., № 623/2013)
- Ткач Роман Владимирович (4 февраля 2005 г., № 175/2005 — 22 октября 2007 г., № 989/2007[19])
- Палийчук Николай Васильевич (31 октября 2007 г., № 1027/2007 — 26 марта 2010 г., № 447/2010)
- Чуднов Василий Михайлович (8 ноября 2013 г., № 624/2013 — 2 марта 2014 г., № 203/2014)
- Троценко Андрей Владимирович (2 марта 2014 г., № 204/2014 — 9 сентября 2014 г., № 712/2014)
- Гончарук Олег Романович (9 сентября 2014 г., № 713/2014 — 11 июня 2019 г., № 366/2019[20])
- Шмыгаль Денис Анатольевич (1 августа 2019 г., № 574/2019 — 5 февраля 2020 г., № 38/2020[21])
- Федорив Виталий Васильевич (24 апреля 2020 г., № 155/2020 — 5 ноября 2020 г., № 488/2020[22])
- Бойчук Андрей Михайлович (24 декабря 2020 г., № 585/2020 — 8 июля 2021 г., № 280/2021)
- Онищук Светлана Васильевна (с 8 июля 2021 г., № 281/2021)

## Киевская область
Представитель Президента Украины в Киевской области
- Капштык Иван Маркович (20 марта 1992 г., № 170 — 6 марта 1995 г., № 172/95)

Председатели Киевской областной государственной администрации
- Синько Василий Данилович (19 июля 1995 г., № 619/95 — 21 сентября 1996 г., № 865/96)
- Засуха Анатолий Андреевич (22 сентября 1996 г., № 867/96 — 19 января 2005 г., № 47/2005)
- Жовтяк Евгений Дмитриевич (4 февраля 2005 г., № 176/2005 — 24 мая 2006 г., № 434/2006[23])
- Ульянченко Вера Ивановна (16 июня 2006 г., № 527/2006 — 20 мая 2009 г., № 340/2009)
- Вакараш Виктор Михайлович (17 сентября 2009 г., № 758/2009 — 18 марта 2010 г., № 368/2010)
- Присяжнюк Анатолий Иосифович (18 марта 2010 г., № 391/2010 — 2 марта 2014 г., № 205/2014)
- Шандра Владимир Николаевич (2 марта 2014 г., № 206/2014 — 6 сентября 2014 г., № 706/2014; 6 сентября 2014 г., № 707/2014 — 3 февраля 2016 г., № 32/2016)
- Мельничук Максим Дмитриевич (3 февраля 2016 г., № 33/2016 9 сентября 2016 г., № 389/2016)
- Горган Александр Любомирович (28 октября 2016 г., № 479/2016 — 30 октября 2018 г., № 348/2018)
- Терещук Александр Дмитриевич (30 октября 2018 г., № 349/2018 — 11 июня 2019 г., № 367/2019[24])
- Бно-Айриян Михаил Каренович (9 июля 2019 г., № 509/2019 — 28 октября 2019 г., № 776/2019)
- Чернышов Алексей Михайлович (28 октября 2019 г., № 777/2019 — 11 марта 2020 г., № 75/2020[25])
- Володин Василий Геннадьевич (17 июня 2020 г., № 233/2020 — 8 февраля 2022 г., № 47/2022)
- Кулеба Алексей Владимирович (8 февраля 2022 г., № 48/2022 — 15 марта 2022 г., № 137/2022)
- Павлюк Александр Алексеевич (15 марта 2022 г., № 138/2022 — 21 мая 2022 г., № 352/2022)
- Кулеба Алексей Владимирович (21 мая 2022 г., № 353/2022 — 24 января 2023 г., № 41/2023)
- Кравченко Руслан Андреевич (10 апреля 2023 г., № 204/2023 — 30 декабря 2024 г., № 887/2024)
- Калашник Николай Владимирович (с 24 марта 2025 г., № 176/2024)

## Кировоградская область
Представитель Президента Украины в Кировоградской области
- Сухомлин Николай Алексеевич (31 марта 1992 г., № 191 — 12 октября 1994 г., № 593/94)

Председатели Кировоградской областной государственной администрации
- Сухомлин Николай Алексеевич (7 июля 1995 г., № 566/95 — 17 сентября 1996 г., № 838/96)
- Громовой Михаил Филиппович (22 сентября 1996 г., № 868/96 — 2 октября 1998 г., № 1104/98)
- Башкиров Михаил Владимирович (2 октября 1998 г., № 1105/98 — умер 2 февраля 1999 г.)
- Кальченко Валерий Михайлович (8 февраля 1999 г., № 135/99 — 3 ноября 1999 г., № 1437/99)
- Моцный Василий Кузьмич (3 ноября 1999 г., № 1438/99 — 15 июля 2003 г., № 695/2003; 10 декабря 2007 г., № 1198/2007 — 27 июня 2009 г., № 496/2009)
- Черновол Михаил Иванович (15 июля 2003 г., № 696/2003 — 5 марта 2004 г., № 275/2004)
- Компаниец Василий Александрович (5 марта 2004 г., № 276/2004 — 27 января 2005 г., № 109/2005)
- Зейналов Эдуард Джангирович (4 февраля 2005 г., № 177/2005 — 3 мая 2006 г., № 331/2006)
- Черныш Вадим Олегович (3 августа 2006 г., № 670/2006 — 1 ноября 2007 г., № 1053/2007[26])
- Мовчан Владимир Петрович (17 сентября 2009 г., № 757/2009 — 6 апреля 2010 г., № 510/2010)
- Ларин Сергей Николаевич (6 апреля 2010 г., № 514/2010 — 9 января 2013 г., № 8/2013)
- Николаенко Андрей Иванович (9 января 2013 г., № 12/2013 — 2 марта 2014 г., № 207/2014)
- Петик Александр Владиславович (2 марта 2014 г., № 208/2014 — 16 сентября 2014 г., № 734/2014)
- Кузьменко Сергей Анатольевич (16 сентября 2014 г., № 735/2014 — 11 июня 2019 г., № 368/2019[27])
- Балонь Андрей Богданович (8 ноября 2019 г., № 836/2019 — 27 июня 2020 г., № 253/2020)
- Назаренко Андрей Валерьевич (с 27 августа 2020 г., № 361/2020 — 28 мая 2021 г)
- Чёрная Мария Владимировна (27 мая 2021 г., № 214/2021 — 7 марта 2022 г., № 115/2022)
- Райкович Андрей Павлович (с 7 марта 2022 г., № 116/2022)

## Луганская область
Представитель Президента Украины в Луганской области
- Хананов Эдуард Ахатович (23 марта 1992 г., № 177 — 20 апреля 1995 г., № 328/95)

Председатели Луганской областной государственной администрации
- Купин Петр Александрович (19 июля 1995 г., № 621/95 — 19 октября 1995 г., № 981/95[28])
- Фоменко Геннадий Петрович (8 августа 1996 г., № 667/96 — 7 апреля 1998 г., № 260/98)
- Ефремов Александр Сергеевич (7 апреля 1998 г., № 261/98 — 27 января 2005 г., № 112/2005)
- Данилов Алексей Мячеславович (4 февраля 2005 г., № 178/2005 — 8 ноября 2005 г., № 1561/2005)
- Москаль Геннадий Геннадьевич (18 ноября 2005 г., № 1618/2005 — 26 апреля 2006 г., № 329/2006; 18 сентября 2014 г., № 136/2014 — 15 июля 2015 г., № 428/2015[8][29])
- Антипов Александр Николаевич (15 сентября 2006 г., № 756/2006 — 18 марта 2010 г., № 373/2010)
- Голенко Валерий Николаевич (18 марта 2010 г., № 377/2010 — 10 ноября 2010 г., № 1018/2010)
- Пристюк Владимир Николаевич (10 ноября 2010 г., № 1019/2010 — 2 марта 2014 г., № 209/2014)
- Болотских Михаил Васильевич (2 марта 2014 г., № 210/2014 — 10 мая 2014 г., № 462/2014[30])
- Тука Георгий Борисович (22 июля 2015 г., № 448/2015 — 29 апреля 2016 г., № 194/2016)
- Гарбуз Юрий Григорьевич (29 апреля 2016 г., № 195/2016 — 22 ноября 2018 г., № 383/2018)
- Комарницкий Виталий Марьянович (5 июля 2019 г., № 493/2019 — 25 октября 2019 г., № 766/2019)
- Гайдай Сергей Владимирович (25 октября 2019 г., № 767/2019 — 15 марта 2023 г., № 149/2023)
- Лысогор Артём Владимирович (с 12 апреля 2023 г., № 213/2023)

## Львовская область
Представитель Президента Украины в Львовской области
- Давымука Степан Антонович (20 марта 1992 г., № 166 — 12 декабря 1994 г., № 767/94)

Председатели Львовской областной государственной администрации
- Горынь Николай Николаевич (7 июля 1995 г., № 567/95, переназначен 6 сентября 1996 г., № 802/96 — 7 февраля 1997 г., № 120/97)
- Гладий Михаил Васильевич (7 февраля 1997 г., № 121/97 — 14 января 1999 г., № 16/99; 26 марта 2001 г., № 206/2001 — 26 апреля 2002 г., № 395/2002)
- Сенчук Степан Романович (15 января 1999 г., № 28/99 — 19 марта 2001 г., № 182/2001)
- Янкив Мирон Дмитриевич (26 апреля 2002 г., № 397/2002 — 4 июня 2003 г., № 477/2003)
- Сендега Александр Степанович (9 июня 2003 г., № 500/2003 — 20 декабря 2004 г., № 1497/2004)
- Олейник Петр Михайлович (4 февраля 2005 г., № 179/2005 — 20 февраля 2008 г., № 143/2008[31])
- Кмить Николай Иванович (1 сентября 2008 г., № 780/2008 — 20 апреля 2010 г., № 553/2010)
- Горбаль Василий Михайлович (20 апреля 2010 г., № 554/2010 — 21 декабря 2010 г., № 1147/2010)
- Цимбалюк Михаил Михайлович (21 декабря 2010 г., № 1151/2010 — 2 ноября 2011 г., № 1011/2011)
- Костюк Михаил Дмитриевич (2 ноября 2011 г., № 1013/2011 — 4 марта 2013 г., № 114/2013)
- Шемчук Виктор Викторович (4 марта 2013 г., № 115/2013 — 31 октября 2013 г., № 596/2013)
- Сало Олег Михайлович (31 октября 2013 г., № 597/2013 — 2 марта 2014 г., № 211/2014)
- Сех Ирина Игоревна (2 марта 2014 г., № 212/2014 — 14 августа 2014 г., № 648/2014[32])
- Синютка Олег Михайлович (26 декабря 2014 г., № 964/2014 — 11 июня 2019 г., № 369/2019[33])
- Мальский Маркиян Маркиянович (5 июля 2019 г., № 490/2019 — 26 декабря 2019 г., № 957/2019)
- Козицкий Максим Зиновьевич (с 5 февраля 2020 г., № 43/2020)

## Николаевская область
Представитель Президента Украины в Николаевской области
- Кинах Анатолий Кириллович (23 марта 1992 г., № 179 — 1 февраля 1995 г., № 99/95)

Председатели Николаевской областной государственной администрации
- Круглов Николай Петрович (8 августа 1996 г., № 668/96[34] — 23 мая 1997 г., № 464/97; 17 июля 1997 г., № 653/97 — 23 ноября 1999 г., № 1487/99; 18 марта 2010 г., № 380/2010 — 10 января 2014 г., № 3/2014)
- Гаркуша Алексей Николаевич (26 ноября 1999 г., № 1504/99 — 17 января 2005 г., № 41/2005; 16 октября 2007 г., № 976/2007 — 18 марта 2010 г., № 372/2010)
- Садыков Александр Валерьевич (4 февраля 2005 г., № 180/2005 — 10 июля 2007 г., № 621/2007[35])
- Николенко Геннадий Борисович (20 января 2014 г., № 26/2014 — 2 марта 2014 г., № 213/2014)
- Романчук Николай Павлович (2 марта 2014 г., № 214/2014 — 28 июля 2014 г., № 628/2014)
- Мериков Вадим Иванович (28 июля 2014 г., № 629/2014 — 29 июня 2016 г., № 277/2016[36])
- Савченко Алексей Юрьевич (6 октября 2016 г., № 435/2016 — 11 июня 2019 г., № 370/2019[37])
- Стадник Александр Васильевич (18 сентября 2019 г., № 707/2019 — 17 ноября 2020)[38]
- Решетилов Георгий Александрович (17-25 ноября 2020)
- Ким, Виталий Александрович (с 25 ноября 2020)[39]

## Одесская область
Представители Президента Украины в Одесской области
- Симоненко Валентин Константинович (24 марта 1992 г., № 188 — 11 июля 1992 г., № 367/92)
- Ильин Владлен Алексеевич (14 июля 1992 г., № 376/92 — 4 августа 1994 г., № 423/94)

Председатели Одесской областной государственной администрации
- Боделан Руслан Борисович (11 июля 1995 г., № 598/95, переназначен 26 сентября 1996 г., № 878/96 — 26 мая 1998 г., № 512/98)
- Гриневецкий Сергей Рафаилович (26 мая 1998 г., № 513/98 — 3 февраля 2005 г., № 122/2005; 27 ноября 2020 г., № 520/2020 — 1 марта 2022 г., № 89/2022)
- Цушко Василий Петрович (4 февраля 2005 г., № 193/2005 — 3 мая 2006 г., № 334/2006)
- Плачков Иван Васильевич (3 августа 2006 г., № 671/2006 — 1 ноября 2007 г., № 1054/2007[40])
- Сердюк Николай Дмитриевич (6 декабря 2007 г., № 1184/2007 — 18 марта 2010 г., № 370/2010)
- Матвийчук Эдуард Леонидович (18 марта 2010 г., № 382/2010 — 8 ноября 2013 г., № 625/2013)
- Скорик Николай Леонидович (8 ноября 2013 г., № 626/2013 — 3 марта 2014 г., № 239/2014)
- Немировский Владимир Леонидович (3 марта 2014 г., № 240/2014 — 6 мая 2014 г., № 455/2014)
- Палица Игорь Петрович (6 мая 2014 г., № — 30 мая 2015 г., № 303/2015)
- Саакашвили Михаил (30 мая 2015 г., № 304/2015 — 9 ноября 2016 г., № 500/2016)
- Степанов Максим Владимирович (12 января 2016 г., № 2/2017 — 10 апреля 2019 г., № 119/2019[41])
- Куцый Максим Васильевич (11 октября 2019 г., № 746/2019 — 5 ноября 2020 г., № 489/2020[42])
- Марченко Максим Михайлович (1 марта 2022 г., № 90/2022 — 15 марта 2023 г., № 150/2023)
- Кипер Олег Александрович (с 30 мая 2023 г., № 312/2023)

## Полтавская область
Представитель Президента Украины в Полтавской области
- Залудяк Николай Иванович (31 марта 1992 г., № 192 — 2 сентября 1994 г., № 496/94)

Председатели Полтавской областной государственной администрации
- Залудяк Николай Иванович (7 июля 1995 г., № 568/95, переназначен 6 сентября 1996 г., № 803/96 — 26 мая 1998 г., № 510/98)
- Колесников Александр Александрович (3 июня 1998 г., № 585/98 — 2 ноября 1999 г., № 1430/99)
- Кукоба Анатолий Тихонович (2 ноября 1999 г., № 1431/99 — 14 марта 2000 г., № 462/2000)
- Томин Евгений Фролович (14 марта 2000 г., № 463/2000 — 29 июля 2003 г., № 758/2003)
- Удовиченко Александр Васильевич (29 июля 2003 г., № 759/2003 — 27 января 2005 г., № 110/2005; 26 марта 2010 г., № 451/2010 — 2 марта 2014 г., № 215/2014)
- Бульба Степан Степанович (4 февраля 2005 г., № 181/2005 — 12 мая 2006 г., № 388/2006)
- Асадчев Валерий Михайлович (26 мая 2006 г., № 437/2006 — 26 марта 2010 г., № 446/2010)
- Бугайчук Виктор Михайлович (2 марта 2014 г., № 216/2014 — 18 ноября 2014 г., № 887/2014)
- Головко Валерий Анатольевич (26 декабря 2014 г., № 965/2014 — 15 марта 2019 г., № 76/2019[43])
- Синегубов Олег Васильевич (11 ноября 2019 г., № 843/2019 — 24 декабря 2021 г., № 673/2021[44])
- Пронин Филипп Евгеньевич (10 октября 2023 г., № 686/2023 — 30 декабря 2024 г., № 888/2024)

## Ровненская область
Представитель Президента Украины в Ровенской области
- Василишин Роман Данилович (24 марта 1992 г., № 185 — 27 февраля 1995 г., № 148/95)

Председатели Ровенской областной государственной администрации
- Василишин Роман Данилович (7 июля 1995 г., № 569/95, переназначен 6 сентября 1996 г., № 804/96 — 19 февраля 1997 г., № 157/97)
- Сорока Николай Петрович (19 февраля 1997 г., № 158/97 — 22 января 2005 г., № 79/2005)
- Червоний Василий Михайлович (4 февраля 2005 г., № 182/2005 — 18 мая 2006 г., № 411/2006)
- Матчук Виктор Иосифович (18 мая 2006 г., № 412/2006 — 12 февраля 2010 г., № 160/2010)
- Берташ Василий Михайлович (18 марта 2010 г., № 386/2010 — 2 марта 2014 г., № 217/2014)
- Рыбачок Сергей Леонидович (2 марта 2014 г., № 218/2014 — 18 ноября 2014 г., № 888/2014)
- Чугунников Виталий Семёнович (26 декабря 2014 г., № 966/2014 — 28 апреля 2016 г., № 176/2016)
- Муляренко Алексей Витальевич (28 апреля 2016 г., № 177/2016 — 24 июня 2019 г., № 426/2019[45])
- Коваль Виталий Станиславович (9 сентября 2019 г., № 672/2019 — 21 ноября 2023 г., № 770/2023)
- Коваль Александр Сергеевич (с 27 декабря 2023 г., № 858/2023)

## Сумская область
Представитель Президента Украины в Сумской области
- Епифанов Анатолий Александрович (23 марта 1992 г., № 180 — 31 марта 1995 г., № 273/95)

Председатели Сумской областной государственной администрации
- Епифанов Анатолий Александрович (7 июля 1995 г., № 570/95, переназначен 5 сентября 1996 г., № 792/96 — 8 мая 1998 г., № 440/98)
- Берфман Марк Абрамович (8 мая 1998 г., № 441/98 — 30 марта 1999 г., № 304/99)
- Щербань Владимир Петрович (30 марта 1999 г., № 305/99 — 3 мая 2002 г., № 390/2002 от 25 апреля 2002 г.; 14 ноября 2002 г., № 1025/2002 — 21 января 2005 г., № 65/2005)
- Лаврик Николай Иванович (4 февраля 2005 г., № 183/2005 — 12 декабря 2005 г., № 1733/2005; 19 февраля 2009 г., № 95/2009 — 6 апреля 2010 г., № 508/2010)
- Гаркавая Нина Николаевна (13 декабря 2005 г., № 1742/2005[46] — 25 декабря 2006 г., № 1122/2006)
- Качур Павел Степанович (26 декабря 2006 г., № 1127/2006 — 7 апреля 2008 г., № 307/2008[47])
- Чмырь Юрий Павлович (6 апреля 2010 г., № 515/2010 — 16 декабря 2013 г., № 687/2013)
- Яговдик Игорь Александрович (19 декабря 2013 г., № 691/2013 — 2 марта 2014 г., № 219/2014)
- Шульга Владимир Петрович (2 марта 2014 г., № 220/2014 — 16 сентября 2014 г., № 733/2014)
- Клочко Николай Алексеевич (26 декабря 2014 г., № 967/2014 — 11 июня 2019 г., № 373/2019[48])
- Грищенко Роман Сергеевич (11 марта 2020 г., № 74/2020 — 5 ноября 2020 г., № 490/2020[49])
- Хома Василий Васильевич (23 ноября 2020 г., № 509/2020 — 25 июня 2021 г., № 272/2021)
- Живицкий Дмитрий Алексеевич (25 июня 2021 г., № 273/2021 — 24 января 2023 г., № 39/2023)
- Артюх Владимир Николаевич (с 12 апреля 2023 г., № 212/2023)

## Тернопольская область
Представители Президента Украины в Тернопольской области
- Громяк Роман Теодорович (23 марта 1992 г., № 181 — 20 января 1994 г., № 19/94[50])
- Косенко Борис Григорьевич (14 февраля 1994 г., № 43/94 — 9 декабря 1994 г., № 742/94)

Председатели Тернопольской областной государственной администрации
- Косенко Борис Григорьевич (11 июля 1995 г., № 599/95 — 6 сентября 1996 г., № 805/96)
- Бойко Богдан Федорович (7 сентября 1996 г., № 811/96 — 20 апреля 1998 г., № 324/98)
- Вовк Василий Григорьевич (20 апреля 1998 г., № 325/98[51] — 13 сентября 1999 г., № 1154/99)
- Коломийчук Василий Степанович (13 сентября 1999 г., № 1155/99 — 26 апреля 2002 г., № 400/2002)
- Курницкий Иван Иванович (26 апреля 2002 г., № 401/2002 — 15 июля 2004 г., № 801/2004)
- Цимбалюк Михаил Михайлович (17 июля 2004 г., № 816/2004 — 19 января 2005 г., № 48/2005; 16 июня 2010 г., № 697/2010 — 21 декабря 2010 г., № 1148/2010)
- Стойко Иван Михайлович (4 февраля 2005 г., № 184/2005 — 22 октября 2007 г., № 987/2007[52])
- Чижмарь Юрий Васильевич (1 ноября 2007 г., № 1033/2007 — 6 апреля 2010 г., № 511/2010)
- Сухой Ярослав Михайлович (6 апреля 2010 г., № 518/2010 — 16 июня 2010 г., № 696/2010)
- Хоптян Валентин Антонович (21 декабря 2010 г., № 1152/2010 — 2 марта 2014 г., № 221/2014)
- Сиротюк Олег Мирославович (2 марта 2014 г., № 222/2014 — 18 ноября 2014 г., № 889/2014[53])
- Барна Степан Степанович (2 апреля 2015 г., № 193/2015 — 11 июня 2019 г., № 374/2019[54])
- Сопель Игорь Михайлович (31 октября 2019 г., № 792/2019 — 18 марта 2020 г., № 92/2020)
- Труш Владимир Любомирович (19 марта 2020 г., № 97/2020 — 28 декабря 2023 г., № 859/2023)
- Негода Вячеслав Андронович (с 24 августа 2024 г., № 595/2024)

## Харьковская область
Представитель Президента Украины в Харьковской области
- Масельский Александр Степанович (20 марта 1992 г., № 162-а — 1 февраля 1995 г., № 98/95)

Председатели Харьковской областной государственной администрации
- Масельский Александр Степанович (7 июля 1995 г., № 571/95[55] — умер 12 апреля 1996 г.)
- Демин Олег Алексеевич (8 августа 1996 г., № 670/96 — 27 октября 2000 г., № 1165/2000)
- Кушнарев Евгений Петрович (27 октября 2000 г., № 1166/2000 — 17 декабря 2004 г., № 1492/2004)
- Масельский Степан Иванович (17 декабря 2004 г., № 1493/2004 — 3 февраля 2005 г., № 123/2005)
- Аваков Арсен Борисович (4 февраля 2005 г., № 185/2005 — 5 февраля 2010 г., № 116/2010)
- Добкин Михаил Маркович (18 марта 2010 г., № 379/2010 — 2 марта 2014 г., № 223/2014)
- Балута Игорь Миронович (2 марта 2014 г., № 224/2014 — 3 февраля 2015 г., № 55/2015)
- Райнин Игорь Львович (3 февраля 2015 г., № 56/2015 — 29 августа 2016 г., № 368/2016[56])
- Светличная Юлия Александровна (15 октября 2016 г., № 462/2016 — 5 ноября 2019 г., № 805/2019)
- Кучер Алексей Владимирович (с 5 ноября 2019 г., № 806/2019)
- Тимчук Айна Леонидовна (27 ноября 2020 г., № 522/2020 — 11 августа 2021 г., № 355/2021[57])
- Синегубов Олег Васильевич (с 24 декабря 2021 г., № 676/2021)

## Херсонская область
Представитель Президент Украины в Херсонской области
- Мельников Александр Тихонович (23 марта 1992 г., № 182 — 21 июля 1994 г., № 403/94)

Председатели Херсонской областной государственной администрации
- Жолобов Виталий Михайлович (11 июля 1995 г., № 600/95 — 7 июня 1996 г., № 405/96[58])
- Карасик Юрий Михайлович (8 августа 1996 г., № 669/96 — 25 июля 1997 г., № 692/97)
- Кушнеренко Михаил Михайлович (28 июля 1997 г., № 714/97 — 7 апреля 1998 г., № 264/98)
- Касьяненко Анатолий Иванович (7 апреля 1998 г., № 266/98 — 15 июля 1999 г., № 854/99)
- Вербицкий Александр Евгеньевич (17 июля 1999 г., № 871/99 — 1 декабря 2001 г., № 1161/2001)
- Кравченко Юрий Фёдорович (1 декабря 2001 г., № 1162/2001 — 21 мая 2002 г., № 476/2002)
- Юрченко Анатолий Петрович (21 мая 2002 г., № 477/2002 — 5 июля 2004 г., № 745/2004)
- Довгань Сергей Васильевич (5 июля 2004 г., № 747/2004 — 11 октября 2004 г., № 1211/2004)
- Ходаковский Владимир Фёдорович (11 октября 2004 г., № 1212/2004 — 17 января 2005 г., № 39/2005)
- Силенков Борис Витальевич (4 февраля 2005 г., № 186/2005 — 18 марта 2010 г., № 374/2010)
- Гриценко Анатолий Павлович (18 марта 2010 г., № 378/2010 — 18 июня 2010 г., № 700/2010)
- Костяк Николай Михайлович (18 июня 2010 г., № 701/2010 — 2 марта 2014 г., № 225/2014)
- Одарченко Юрий Витальевич (2 марта 2014 г., № 226/2014 — 18 августа 2014 г., № 655/2014)
- Путилов Андрей Станиславович (9 сентября 2014 г., № 714/2014 — 19 декабря 2015 г., № 712/2015)
- Гордеев Андрей Анатольевич (28 апреля 2016 г., № 178/2016 — 12 апреля 2019 г., № 141/2019[59])
- Гусев Юрий Вениаминович (11 июля 2019 г., № 518/2019 — 3 декабря 2020 г., № 529/2020[60])
- Козырь Сергей Вячеславович (1 марта 2021 г., № 83/2021 — 26 октября 2021 г., № 552/2021)
- Лагута Геннадий Николаевич (26 октября 2021 г., № 553/2021 — 9 июля 2022 г., № 477/2022[61])
- Янушевич Ярослав Владимирович (3 августа 2022 г., № 553/2022 — 24 января 2023 г., № 40/2023)
- Прокудин Александр Сергеевич (с 7 февраля 2023 г., № 67/2023)

## Хмельницкая область
Представитель Президента Украины в Хмельницкой области
- Гусельников Евгений Яковлевич (31 марта 1992 г., № 193 — 28 сентября 1994 г., № 556/94)

Председатели Хмельницкой областной государственной администрации
- Гусельников Евгений Яковлевич (7 июля 1995 г., № 572/95, переназначен 30 сентября 1996 г., № 906/96 — 9 сентября 1998 г., № 992/98)
- Лундышев Виктор Николаевич (9 сентября 1998 г., № 993/98 — 12 июля 2004 г., № 781/2004)
- Коцемир Виктор Францевич (12 июля 2004 г., № 782/2004 — 21 января 2005 г., № 74/2005)
- Олуйко Виталий Николаевич (4 февраля 2005 г., № 187/2005 — 10 февраля 2005 г., № 218/2005)
- Гладуняк Иван Васильевич (4 марта 2005 г., № 428/2005 — 27 июля 2006 г., № 650/2006)
- Буханевич Александр Николаевич (27 июля 2006 г., № 651/2006[62] — 9 ноября 2007 г., № 1084/2007)
- Гавчук Иван Карлович (10 декабря 2007 г., № 1201/2007 — 18 марта 2010 г., № 365/2010)
- Ядуха Василий Степанович (18 марта 2010 г., № 388/2010 — 7 марта 2014 г., № 271/2014)
- Прус Леонид Иванович (15 марта 2014 г., № 298/2014 — 25 сентября 2014 г., № 745/2014)
- Загородный Михаил Васильевич (6 марта 2015 г., № 125/2015 — 19 декабря 2015 г., № 713/2015)
- Корнийчук Александр Александрович (28 апреля 2016 г., № 179/2016 — 18 мая 2018 г., № 130/2018)
- Лозовой Вадим Николаевич (19 мая 2018 г., № 131/2018 от 18 мая 2018 г. — 11 июня 2019 г., № 376/2019[63])
- Габинет Дмитрий Анатольевич (21 ноября 2019 г., № 864/2019 — 24 ноября 2020 г., № 510/2020[64])
- Гамалий Сергей Вячеславович (3 декабря 2020 г., № 535/2020 — 15 марта 2023 г., № 151/2023)
- Тюрин Сергей Григорьевич (с 2 мая 2024 г., № 268/2024)

## Черкасская область
Представители Президента Украины в Черкасской области
- Ястреб Константин Филиппович (20 марта 1992 г., № 165 — 26 января 1994 г., № 28/94[65])
- Цибенко Василий Григорьевич (14 февраля 1994 г., № 44/94 — 27 февраля 1995 г., № 149/95)

Председатели Черкасской областной государственной администрации
- Цибенко Василий Григорьевич (7 июля 1995 г., № 573/95, переназначен 9 сентября 1996 г., № 818/96 — 11 июня 1998 г., № 610/98)
- Даниленко Анатолий Степанович (11 июня 1998 г., № 611/98 — 8 сентября 1999 г., № 1141/99)
- Лукьянец Владимир Лукич (8 сентября 1999 г., № 1142/99 — 13 ноября 2002 г., № 1013/2002)
- Лешенко Вадим Алексеевич (14 ноября 2002 г., № 1024/2002 — 21 января 2005 г., № 68/2005)
- Черевко Александр Владимирович (4 февраля 2005 г., № 188/2005 — 12 марта 2010 г., № 348/2010)
- Тулуб Сергей Борисович (6 апреля 2010 г., № 517/2010 — 7 марта 2014 г., № 266/2014)
- Ткаченко Юрий Олегович (15 марта 2014 г., № 300/2014 — 9 сентября 2014 г., № 710/2014; 9 сентября 2014 г., № 711/2014 — 20 ноября 2018 г., № 377/2018)
- Вельбивец Александр Иванович (20 ноября 2018 г., № 378/2018 — 24 июня 2019 г., № 427/2019[66])
- Шевченко Игорь Юрьевич (30 июля 2019 г., № 563/2019 — 4 ноября 2019 г., № 797/2019)
- Боднар Роман Николаевич (4 ноября 2019 г., № 798/2019 — 28 августа 2020 г., № 362/2020)
- Сергийчук Сергей Иванович (28 августа 2020 г., № 363/2020 — 29 декабря 2020 г., № 602/2020[67])
- Скичко Александр Александрович (29 января 2021 г., № 38/2021 — 1 марта 2022 г., № 87/2022)
- Табурец Игорь Иванович (с 1 марта 2022 г., № 88/2022)

## Черниговская область
Представитель Президента Украины в Черниговской области
- Мельничук Валентин Васильевич (23 марта 1992 г., № 183 — 9 февраля 1995 г., № 115/95)

Председатели Черниговской областной государственной администрации
- Шаповал Петр Дмитриевич (10 июля 1995 г., № 583/95, переназначен 5 сентября 1996 г., № 793/96 — 30 апреля 1998 г., № 391/98)
- Каскевич Михаил Григорьевич (30 апреля 1998 г., № 392/98 — 12 августа 1999 г., № 982/99)
- Бутко Николай Петрович (12 августа 1999 г., № 983/99[68] — 13 ноября 2002 г., № 1013/2002)
- Мельничук Валентин Васильевич (26 декабря 2002 г., № 1228/2002 — 21 января 2005 г., № 66/2005)
- Атрошенко Владислав Анатольевич (4 февраля 2005 г., № 189/2005 — 12 декабря 2005 г., № 1732/2005)
- Лаврик Николай Иванович (12 декабря 2005 г., № 1734/2005 — 10 июля 2007 г., № 619/2007[69])
- Хоменко Владимир Николаевич (12 октября 2007 г., № 967/2007 — 20 апреля 2010 г., № 551/2010; 20 апреля 2010 г., № 552/2010 — 3 марта 2014 г., № 228/2014)
- Ивашко Владимир Александрович (3 марта 2014 г., № 229/2014 — 15 сентября 2014 г., № 722/2014[70])
- Кулич Валерий Петрович (31 марта 2015 г., № 189/2015 — 30 июля 2018 г., № 218/2018)
- Мисник Александр Петрович (28 ноября 2018 г., № 397/2018 — 11 июня 2019 г., № 377/2019[71])
- Прокопенко Андрей Леонидович (31 октября 2019 г., № 794/2019 — 13 октября 2020 г., № 429/2020)
- Коваленко Анна Николаевна (13 октября 2020 г., № 430/2020 — 4 августа 2021 г., № 342/2021)
- Чаус Вячеслав Анатольевич (с 4 августа 2021 г., № 343/2021)

## Черновицкая область
Представитель Президента Украины в Черновицкой области
- Гнатишин Иван Николаевич (23 марта 1992 г., № 184 — 31 марта 1995 г., № 272/95)

Председатели Черновицкой областной государственной администрации
- Гнатишин Иван Николаевич (11 июля 1995 г., № 601/95 — 30 марта 1996 г., № 227/96[72])
- Филипчук Георгий Георгиевич (11 сентября 1996 г., № 827/96 — 8 мая 1998 г., № 439/98)
- Бауэр Теофил Йозефович (6 июня 1998 г., № 595/98 — 29 июля 2003 г., № 760/2003)
- Романив Михаил Васильевич (29 июля 2003 г., № 762/2003 — 21 января 2005 г., № 67/2005; 15 марта 2014 г., № 299/2014 — 21 марта 2014 г., № 329/2014)
- Ткач Николай Васильевич (4 февраля 2005 г., № 190/2005 — 17 мая 2006 г., № 406/2006)
- Кулиш Владимир Иванович (17 мая 2006 г., № 408/2006 — 18 марта 2010 г., № 366/2010)
- Папиев Михаил Николаевич (18 марта 2010 г., № 389/2010 — 7 марта 2014 г., № 270/2014)
- Ванзуряк Роман Степанович (21 марта 2014 г., № 330/2014 — 29 октября 2014 г., № 836/2014[73])
- Фищук Александр Георгиевич (5 февраля 2015 г., № 60/2015 — 23 ноября 2018 г., № 389/2018)
- Осачук Сергей Дмитриевич (22 ноября 2019 г., № 866/2019 — 11 июля 2022 г., № 485/2022)
- Запаранюк Руслан Васильевич (с 11 июля 2022 г., № 486/2022)

## ГородКиев
Представители Президента Украины в городе Киеве
- Салий Иван Николаевич (20 марта 1992 г., № 171 — 12 апреля 1993 г., № 118/93[74])
- Косаковский Леонид Григорьевич (29 апреля 1993 г., № 152/93 — Указом Президента Украины от 10 июля 1995 г. № 582/95 председатель Киевского городского Совета Косаковский Л. Г. назначен председателем Киевской городской государственной администрации)

Председатели Киевской городской государственной администрации
- Косаковский Леонид Григорьевич (10 июля 1995 г., № 582/95[75] — 19 июля 1996 г., № 591/96)
- Омельченко Александр Александрович (8 августа 1996 г., № 671/96[76] — 20 апреля 2006 г., № 320/2006)
- Черновецкий Леонид Михайлович (20 апреля 2006 г., № 321/2006[77] — 16 ноября 2010 г., № 1037/2010)
- Попов Александр Павлович (16 ноября 2010 г., № 1038/2010 — 25 января 2014 г., № 42/2014[78])
- Макеенко Владимир Владимирович (25 января 2014 г., № 43/2014 — 7 марта 2014 г., № 264/2014)
- Бондаренко Владимир Дмитриевич (7 марта 2014 г., № 275/2014 — 25 июня 2014 г., № 555/2014)
- Кличко Виталий Владимирович (с 25 июня 2014 г., № 556/2014)

## ГородСевастополь
Представители Президента Украины в городе Севастополе
- Ермаков Иван Федосович (24 марта 1992 г., № 186 — 19 января 1994 г., № 12/94[79])
- Глушко Николай Михайлович (2 апреля 1994 г., № 125/94 — 14 сентября 1994 г., № 528/94)

Председатели Севастопольской городской государственной администрации
- Семенов Виктор Михайлович (19 июля 1995 г., № 622/95, переназначен 12 сентября 1996 г., № 833/96 — 24 апреля 1998 г., № 369/98)
- Кучер Борис Александрович (24 апреля 1998 г., № 370/98 — умер 5 апреля 1999 г.)
- Жунько Леонид Михайлович (13 апреля 1999 г., № 375/99 — 3 февраля 2005 г., № 124/2005)
- Иванов Сергей Анатольевич (4 февраля 2005 г., № 192/2005 — 1 июня 2006 г., № 463/2006)
- Куницын Сергей Владимирович (1 июня 2006 г., № 464/2006 — 6 апреля 2010 г., № 509/2010)
- Саратов Валерий Владимирович (6 апреля 2010 г., № 513/2010 — 1 июня 2011 г., № 639/2011)
- Яцуба Владимир Григорьевич (7 июня 2011 г., № 651/2011 — 7 марта 2014 г., № 265/2014)
- Рубанов Фёдор Фёдорович (c 7 марта 2015 г[уточнить]., и. о.)